# Незнайка (приток Большой Какши)
Незнайка — река в России, протекает в Шабалинском районе Кировской области. Устье реки находится в 104 км по правому берегу реки Большая Какша. Длина реки составляет 12 км.
Исток реки расположен в лесах восточнее деревни Бурковская в 16 км к юго-западу от посёлка Ленинское. Река течёт на юго-запад по лесному массиву. Незадолго до устья на реке деревня Оборона.

## Данные водного реестра
По данным государственного водного реестра России относится к Верхневолжскому бассейновому округу, водохозяйственный участок реки — Ветлуга от истока до города Ветлуга, речной подбассейн реки — Волга от впадения Оки до Куйбышевского водохранилища (без бассейна Суры). Речной бассейн реки — (Верхняя) Волга до Куйбышевского водохранилища (без бассейна Оки).
По данным геоинформационной системы водохозяйственного районирования территории РФ, подготовленной Федеральным агентством водных ресурсов:
- Код водного объекта в государственном водном реестре — 08010400112110000042179
- Код по гидрологической изученности (ГИ) — 110004217
- Код бассейна — 08.01.04.001
- Номер тома по ГИ — 10
- Выпуск по ГИ — 0